# Список станций Тайбэйского метрополитена

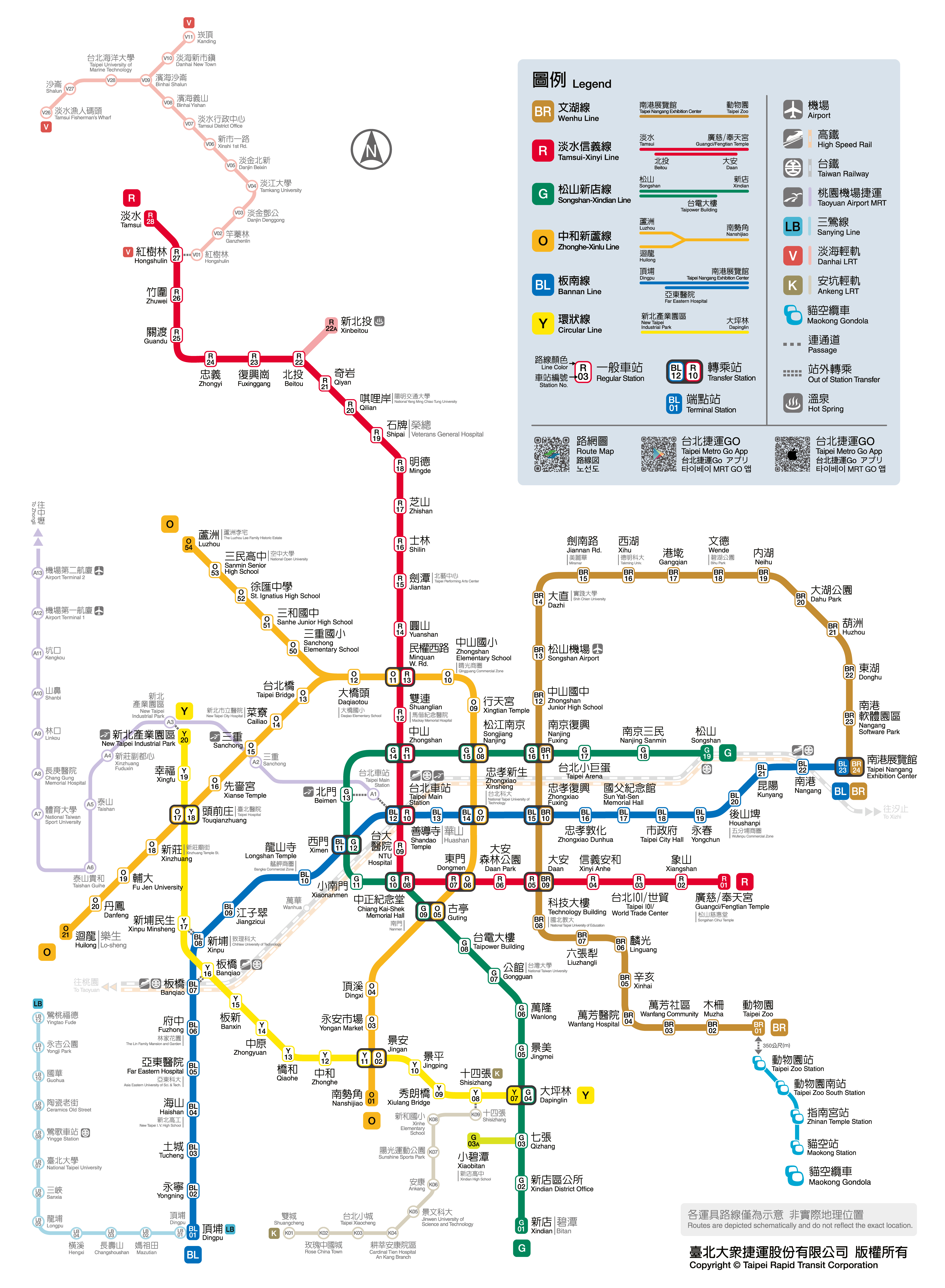
Схема линий Тайбэйского метрополитена

Первая линия Тайбэйского метрополитена была открыта 28 марта 1996. В настоящее время Тайбэйский метрополитен состоит из 6 линий и 2 веток, общая длина которых составляет 152,9 километра. Количество станций (включая пересадочные узлы) 131. Руководство метрополитена планирует продление всех существующих линий и постройку новых. В 2017 году была открыта линия Таоюаньского метро, связывающая Тайбэй и международным аэропортом Таоюань.
Ниже представлен список станций Тайбэйского метрополитена с привязкой к линиям. В списке даны официальные названия станций тайбэйского метрополитена на английском и китайском языках. Русские названия написаны с помощью транскрипционной системы Палладия.

## Линия Вэньху/Коричневая линия (文湖線)
Линия Вэньху (до 2009 года — линия Мучжа (木柵線)) — первая линия Тайбэйского метрополитена. Это линия лёгкого метро, обслуживаемая поездами на шинном ходу. Линия состоит из 24 станций, включая четыре пересадочных.
| Русское название                      | Английское название              | Оригинальное написание | Дата открытия | Примечания                                                           | Вид станции |
| ------------------------------------- | -------------------------------- | ---------------------- | ------------- | -------------------------------------------------------------------- | ----------- |
| Выставочный центр Наньган             | Taipei Nangang Exhibition Center | 南港展覽館             | 4 июля 2009   | Эстакадная станция с островной платформой. Переход на Синюю линию.   |             |
| Парк программного обеспечения Наньган | Nangang Software Park            | 南港軟體園區           | 4 июля 2009   | Эстакадная станция с боковыми платформами.                           |             |
| Дунху                                 | Donghu                           | 東湖                   | 4 июля 2009   | Эстакадная станция с боковыми платформами.                           |             |
| Хучжоу                                | Huzhou                           | 葫洲                   | 4 июля 2009   | Эстакадная станция с боковыми платформами.                           |             |
| Парк Даху                             | Dahu Park                        | 大湖公園               | 4 июля 2009   | Эстакадная станция с боковыми платформами.                           |             |
| Нэйху                                 | Neihu                            | 內湖                   | 4 июля 2009   | Эстакадная станция с боковыми платформами.                           |             |
| Вэньдэ                                | Wende                            | 文德                   | 4 июля 2009   | Эстакадная станция с боковыми платформами.                           |             |
| Ганцянь                               | Gangqian                         | 港墘                   | 4 июля 2009   | Эстакадная станция с боковыми платформами.                           |             |
| Сиху                                  | Xihu                             | 西湖                   | 4 июля 2009   | Эстакадная станция с островной платформой.                           |             |
| Улица Цзяньнань                       | Jiannan Road                     | 劍南路                 | 4 июля 2009   | Эстакадная станция с боковыми платформами.                           |             |
| Дачжи                                 | Dazhi                            | 大直                   | 4 июля 2009   | Подземная станция с островной платформой.                            |             |
| Аэропорт Суншань                      | Songshan Airport                 | 松山機場               | 4 июля 2009   | Подземная станция с островной платформой.                            |             |
| Средняя школа Чжуншань                | Zhongshan Junior High School     | 中山國中               | 28 марта 1996 | Эстакадная станция с боковыми платформами.                           |             |
| Наньцзин-Фусин                        | Nanjing Fuxing                   | 南京復興               | 28 марта 1996 | Эстакадная станция с боковыми платформами. Переход на Зелёную линию. |             |
| Чжунсяо-Фусин                         | Zhongxiao Fuxing                 | 忠孝復興               | 28 марта 1996 | Эстакадная станция с боковыми платформами. Переход на Синюю линию.   |             |
| Даань                                 | Daan                             | 大安                   | 28 марта 1996 | Эстакадная станция с боковыми платформами. Переход на Красную линию. |             |
| Строение Кэцзи                        | Technology Building              | 科技大樓               | 28 марта 1996 | Эстакадная станция с боковыми платформами.                           |             |
| Лючжанли                              | Liuzhangli                       | 六張犁                 | 28 марта 1996 | Эстакадная станция с боковыми платформами.                           |             |
| Линьгуан                              | Linguang                         | 麟光                   | 28 марта 1996 | Эстакадная станция с боковыми платформами.                           |             |
| Синьхай                               | Xinhai                           | 辛亥                   | 28 марта 1996 | Эстакадная станция с боковыми платформами.                           |             |
| Госпиталь Ваньфан                     | Wanfang Hospital                 | 萬芳醫院               | 28 марта 1996 | Эстакадная станция с боковыми платформами.                           |             |
| Община Ваньфан                        | Wanfang Community                | 萬芳社區               | 28 марта 1996 | Эстакадная станция с боковыми платформами.                           |             |
| Мучжа                                 | Muzha                            | 木柵                   | 28 марта 1996 | Эстакадная станция с боковыми платформами.                           |             |
| Тайбэйский зоопарк                    | Taipei Zoo                       | 動物園                 | 28 марта 1996 | Эстакадная станция с боковыми платформами.                           |             |

## Линия Даньшуй-Синьи/Красная линия (淡水信義線)
Красная линия (линия Даньшуй-Синьи) — вторая линия Тайбэйского метрополитена и первая в Тайбэе линия «тяжёлого» метро. Линия состоит из 28 станций, включая восемь пересадочных. 24 ноября 2013 года, в соответствии с планом развития Тайбэйского метрополитена  линия Даньшуй была продлена на восток от станции «Мемориальный зал Чан Кайши» до станции «Сяншань»..
| Русское название                    | Английское название                   | Оригинальное написание | Дата открытия   | Примечания | Вид станции |
| ----------------------------------- | ------------------------------------- | ---------------------- | --------------- | --- | ----------- |
| Даньшуй                             | Tamsui                                | 淡水                   | 28 марта 1997   | Эстакадная станция с островной платформой.                                                                                   |             |
| Хуншулинь                           | Hongshulin                            | 紅樹林                 | 28 марта 1997   | Наземная станция с боковыми платформами.                                                                                     |             |
| Чжувэй                              | Zhuwei                                | 竹圍                   | 28 марта 1997   | Наземная станция с боковыми платформами.                                                                                     |             |
| Гуаньду                             | Guandu                                | 關渡                   | 28 марта 1997   | Наземная станция с боковыми платформами.                                                                                     |             |
| Чжунъи                              | Zhongyi                               | 忠義                   | 28 марта 1997   | Наземная станция с боковыми платформами.                                                                                     |             |
| Фусинган                            | Fuxinggang                            | 復興崗                 | 28 марта 1997   | Наземная станция с боковыми платформами.                                                                                     |             |
| Бэйтоу                              | Beitou                                | 北投                   | 28 марта 1997   | Эстакадная станция с островной и боковой платформами. Конечная станция маршрута Бэйтоу — Даань. Переход на ветку Синьбэйтоу. |             |
| Циянь                               | Qiyan                                 | 奇岩                   | 28 марта 1997   | Эстакадная станция с островной платформой.                                                                                   |             |
| Цилиань                             | Qilian                                | 唭哩岸                 | 28 марта 1997   | Эстакадная станция с островной платформой.                                                                                   |             |
| Шипай                               | Shipai                                | 石牌                   | 28 марта 1997   | Эстакадная станция с островной платформой.                                                                                   |             |
| Миндэ                               | Mingde                                | 明德                   | 28 марта 1997   | Эстакадная станция с островной платформой.                                                                                   |             |
| Чжишань                             | Zhishan                               | 芝山                   | 28 марта 1997   | Эстакадная станция с островной платформой.                                                                                   |             |
| Шилинь                              | Shilin                                | 士林                   | 28 марта 1997   | Эстакадная станция с островной платформой.                                                                                   |             |
| Цзяньтань                           | Jiantan                               | 劍潭                   | 28 марта 1997   | Эстакадная станция с островной платформой.                                                                                   |             |
| Юаньшань                            | Yuanshan                              | 圓山                   | 28 марта 1997   | Эстакадная станция с островной платформой.                                                                                   |             |
| Западная улица Миньцюань            | Minquan West Road                     | 民權西路               | 28 марта 1997   | Подземная станция с островной платформой. Переход на Оранжевую линию.                                                        |             |
| Шуанлянь                            | Shuanglian                            | 雙連                   | 28 марта 1997   | Подземная станция с островной платформой.                                                                                    |             |
| Чжуншань                            | Zhongshan                             | 中山                   | 28 марта 1997   | Подземная станция с островной платформой. Переход на Зелёную линию.                                                          |             |
| Тайбэйский вокзал                   | Taipei Main Station                   | 台北車站               | 25 декабря 1997 | Подземная станция с островной платформой. Переход на Синюю линию, железнодорожную станцию Тайбэй и линию в аэропорт Таоюань. |             |
| Госпиталь ТГУ                       | NTU Hospital                          | 台大醫院               | 24 декабря 1998 | Подземная станция с островной платформой.                                                                                    |             |
| Мемориальный зал Чан Кайши          | Chiang Kai-shek Memorial Hall         | 中正紀念堂             | 24 декабря 1998 | Подземная станция с островной платформой. Переход на Зелёную линию.                                                          |             |
| Дунмэнь                             | Dongmen                               | 中正紀念堂             | 24 ноября 2013  | Подземная станция с островной платформой. Переход на Оранжевую линию.                                                        |             |
| Лесопарк Даань                      | Daan Park                             | 大安森林公園           | 24 ноября 2013  | Подземная станция с островной платформой..                                                                                   |             |
| Даань                               | Chiang Kai-shek Memorial Hall         | 大安                   | 24 ноября 2013  | Подземная станция с островной платформой. Конечная станция маршрута Бэйтоу — Даань. Переход на Коричневую линию.             |             |
| Синьи Аньхэ                         | Xinyi Anhe                            | 信義安和               | 24 ноября 2013  | Подземная станция с островной платформой.                                                                                    |             |
| Тайбэй 101/Всемирный торговый центр | Taipei 101/World Trade Center Station | 台北101/世貿           | 24 ноября 2013  | Подземная станция с островной платформой.                                                                                    |             |
| Сяншань                             | Xiangshan                             | 象山                   | 24 ноября 2013  | Подземная станция с островной платформой.                                                                                    |             |

## Ветка Синьбэйтоу (新北投支線)
Ветка Синьбэйтоу — ответвление Красной линии. Ветка состоит из двух станций, включая одну пересадочную.
| Русское название | Английское название | Оригинальное написание | Дата открытия | Примечания                                                         | Вид станции |
| ---------------- | ------------------- | ---------------------- | ------------- | ------------------------------------------------------------------ | ----------- |
| Бэйтоу           | Beitou              | 北投                   | 28 марта 1997 | Эстакадная станция с боковой платформой. Переход на Красную линию. |             |
| Синьбэйтоу       | Xinbeitou           | 新北投                 | 28 марта 1997 | Эстакадная станция с островной платформой.                         |             |

## Линия Суншань-Синьдянь/Зелёная линия (松山新店線)
Линия состоит из 20 станций, включая восемь пересадочных. В 2014 году в состав линии Синьдянь вошла линия Сяонаньмэнь, и был построен участок Суншань.
| Русское название           | Английское название           | Оригинальное написание | Дата открытия   | Примечания                                                                            | Вид станции |
| -------------------------- | ----------------------------- | ---------------------- | --------------- | ------------------------------------------------------------------------------------- | ----------- |
| Суншань                    | Songshan                      | 松山                   | 15 ноября 2014  | Подземная станция с островной платформой. Переход на железнодорожную станцию Суншань. |             |
| Наньцзин-Саньмин           | Nanjing Sanmin                | 南京三民               | 15 ноября 2014  | Подземная станция с островной платформой.                                             |             |
| Тайбэйская арена           | Taipei Arena                  | 台北小巨蛋             | 15 ноября 2014  | Подземная станция с островной платформой.                                             |             |
| Наньцзин-Фусин             | Nanjing Fuxing                | 南京復興               | 15 ноября 2014  | Подземная станция с островной платформой. Переход на Коричневую линию.                |             |
| Сунцзян-Наньцзин           | Songjiang Nanjing             | 松江南京               | 15 ноября 2014  | Подземная станция с боковыми платформами. Переход на Оранжевую линию.                 |             |
| Чжуншань                   | Zhongshan                     | 中山                   | 15 ноября 2014  | Подземная станция с островной платформой. Переход на Красную линию.                   |             |
| Бэймэнь                    | Beimen                        | 北門                   | 15 ноября 2014  | Подземная станция с островной платформой.                                             |             |
| Симэнь                     | Ximen                         | 西門                   | 31 августа 2000 | Подземная станция с островной платформой. Переход на Синюю линию.                     |             |
| Сяонаньмэнь                | Xiaonanmen                    | 小南門                 | 31 августа 2000 | Подземная станция с островной платформой.                                             |             |
| Мемориальный зал Чан Кайши | Chiang Kai-shek Memorial Hall | 中正紀念堂             | 31 августа 2000 | Подземная станция с островной платформой. Переход на Красную линию.                   |             |
| Гутин                      | Guting                        | 古亭                   | 24 декабря 1998 | Подземная станция с островной платформой. Переход на Оранжевую линию.                 |             |
| Строение Тайдянь           | Taipower Building             | 台電大樓               | 11 ноября 1999  | Подземная станция с островной платформой.                                             |             |
| Гунгуань                   | Gongguan                      | 公館                   | 11 ноября 1999  | Подземная станция с островной платформой.                                             |             |
| Ваньлун                    | Wanlong                       | 萬隆                   | 11 ноября 1999  | Подземная станция с островной платформой.                                             |             |
| Цзинмэй                    | Jingmei                       | 景美                   | 11 ноября 1999  | Подземная станция с островной платформой.                                             |             |
| Дапинлинь                  | Dapinglin                     | 大坪林                 | 11 ноября 1999  | Подземная станция с островной платформой. Переход на Кольцевую линию.                 |             |
| Цичжан                     | Qizhang                       | 七張                   | 11 ноября 1999  | Подземная станция с боковыми платформами. Переход на ветку Сяобитань.                 |             |
| Мэрия Синьдяня             | Xindian District Office       | 新店區公所             | 11 ноября 1999  | Подземная станция с боковыми платформами.                                             |             |
| Синьдянь                   | Xindian                       | 新店                   | 11 ноября 1999  | Подземная станция с островной платформой.                                             |             |

## Ветка Сяобитань (小碧潭支線)
Ветка Сяобитань является ответвлением Зелёной линии. Ветка состоит из двух станций, включая одну пересадочную.
| Русское название | Английское название | Оригинальное написание | Дата открытия    | Примечания                                                          | Вид станции |
| ---------------- | ------------------- | ---------------------- | ---------------- | ------------------------------------------------------------------- | ----------- |
| Цичжан           | Qizhang             | 七張                   | 11 ноября 1999   | Подземная станция с боковыми платформами. Переход на Зелёную линию. |             |
| Сяобитань        | Xiaobitan           | 小碧潭                 | 29 сентября 2004 | Эстакадная станция с боковой платформой.                            |             |

## Линия Чжунхэ-Синьлу/Оранжевая линия (中和新蘆線)
Линия состоит из 26 станции, включая семь пересадочных. На линии существует вилочное движение, и действуют два маршрута: «Лучжоу» — «Дацяотоу» — «Динси» и «Хуэйлун» — «Дацяотоу» — «Наньшицзяо».
| Русское название                    | Английское название         | Оригинальное написание | Дата открытия         | Примечания                                                                          | Вид станции |
| ----------------------------------- | --------------------------- | ---------------------- | --------------------- | ----------------------------------------------------------------------------------- | ----------- |
| Хуэйлун                             | Huilong                     | 迴龍                   | 29 июня 2013          | Подземная станция с островной платформой.                                           |             |
| Даньфэн                             | Danfeng                     | 丹鳳                   | 29 июня 2013          | Подземная станция с островной платформой.                                           |             |
| Университет Фужэнь                  | Fu Jen University           | 輔大                   | 5 января 2012         | Подземная станция с островной платформой.                                           |             |
| Синьчжуан                           | Xinzhuang                   | 新莊                   | 5 января 2012         | Подземная станция с островной платформой.                                           |             |
| Тоуцяньчжуан                        | Touqignzhuang               | 頭前庄                 | 5 января 2012         | Подземная станция с островной платформой. Переход на Кольцевую линию.               |             |
| Храм Сяньсэ                         | Xianse Temple               | 先嗇宮                 | 5 января 2012         | Подземная станция с островной платформой.                                           |             |
| Саньчун                             | Sanchong                    | 三重                   | 5 января 2012         | Подземная станция с островной платформой. Переход на линию в аэропорт Таоюань.      |             |
| Цайляо                              | Cailiao                     | 菜寮                   | 5 января 2012         | Подземная станция с островной платформой.                                           |             |
| Тайбэйский мост                     | Taipei Bridge               | 台北橋                 | 5 января 2012         | Подземная станция с островной платформой. Следующая станция — Дацяотоу.             |             |
| Лучжоу                              | Luzhou                      | 蘆洲                   | 3 ноября 2010         | Подземная станция с островной платформой.                                           |             |
| Средняя школа Саньминь              | Sanmin Senior High School   | 三民高中               | 3 ноября 2010         | Подземная станция с островной платформой.                                           |             |
| Средняя школа имени святого Игнатия | St. Ignatius High School    | 徐匯中學               | 3 ноября 2010         | Подземная станция с островной платформой.                                           |             |
| Средняя школа Саньхэ                | Sanhe Junior High School    | 三和國中               | 3 ноября 2010         | Подземная станция с островной платформой.                                           |             |
| Начальная школа Саньчун             | Sanchong Elementary School  | 三重國小               | 3 ноября 2010         | Подземная станция с островной платформой.                                           |             |
| Дацяотоу                            | Daqiaotou                   | 大橋頭                 | 3 ноября 2010         | Подземная станция с островной платформой.                                           |             |
| Западная улица Миньцюань            | Minquan West Road           | 民權西路               | 3 ноября 2010         | Подземная станция с островной платформой. Переход на Красную линию.                 |             |
| Начальная школа Чжуншань            | Zhongshan Elementary School | 中山國小               | 3 ноября 2010         | Подземная станция с островной платформой.                                           |             |
| Храм Синтянь                        | Xingtian Temple             | 行天宮                 | 3 ноября 2010         | Подземная станция с островной платформой.                                           |             |
| Сунцзян-Наньцзин                    | Songjiang Nanjing           | 松江南京               | 3 ноября 2010         | Подземная станция с островной платформой. Переход на Зелёную линию.                 |             |
| Чжунсяо-Синьшэн                     | Zhongxiao Xinsheng          | 忠孝新生               | 3 ноября 2010         | Подземная станция с островной платформой. Переход на Синюю линию.                   |             |
| Дунмэнь                             | Dongmen                     | 東門                   | 30 сентября 2012 года | Подземная станция с островной платформой. Переход на Красную линию.                 |             |
| Гутин                               | Guting                      | 古亭                   | 24 декабря 1998       | Подземная станция с островной платформой. Переход на Зелёную линию.                 |             |
| Динси                               | Dingxi                      | 頂溪                   | 24 декабря 1998       | Подземная станция с островной платформой. Конечная станция маршрута Лучжоу — Динси. |             |
| Рынок Юнъань                        | Yongan Market               | 永安市場               | 24 декабря 1998       | Подземная двухъярусная станция с боковыми платформами.                              |             |
| Цзинъань                            | Jingan                      | 景安                   | 24 декабря 1998       | Подземная двухъярусная станция с боковыми платформами. Переход на Кольцевую линию.  |             |
| Наньшицзяо                          | Nanshijiao                  | 南勢角                 | 24 декабря 1998       | Подземная станция с островной платформой.                                           |             |

## Линия Баньнань/Синяя линия (板南線)
Линия состоит из 23 станций, включая семь пересадочных.
| Русское название          | Английское название               | Оригинальное написание | Дата открытия   | Примечания | Вид станции |
| ------------------------- | --------------------------------- | ---------------------- | --------------- | --- | ----------- |
| Выставочный центр Наньган | Taipei Nangang Exhibition Center  | 南港展覽館             | 27 февраля 2011 | Подземная станция с островной платформой. Переход на Коричневую линию.                                                         |             |
| Наньган                   | Nangang                           | 南港                   | 25 декабря 2008 | Подземная станция с островной платформой. Переход на железнодорожную станцию Наньган.                                          |             |
| Куньян                    | Kunyang                           | 昆陽                   | 30 декабря 2000 | Подземная станция с островной платформой.                                                                                      |             |
| Хоушаньпи                 | Houshanpi                         | 後山埤                 | 30 декабря 2000 | Подземная станция с островной платформой.                                                                                      |             |
| Юнчунь                    | Yongchun                          | 永春                   | 30 декабря 2000 | Подземная станция с островной платформой.                                                                                      |             |
| Мэрия Тайбэя              | Taipei City Hall                  | 市政府                 | 24 декабря 1999 | Подземная станция с островной платформой.                                                                                      |             |
| Мемориал Сунь Ятсена      | Sun Yat-Sen Memorial Hall Station | 國父紀念館             | 24 декабря 1999 | Подземная станция с островной платформой.                                                                                      |             |
| Чжунсяо-Дуньхуа           | Zhongxiao Dunhua                  | 忠孝敦化               | 24 декабря 1999 | Подземная станция с островной платформой.                                                                                      |             |
| Чжунсяо-Фусин             | Zhongxiao Fuxing                  | 忠孝復興               | 24 декабря 1999 | Подземная станция с островной платформой. Переход на Коричневую линию.                                                         |             |
| Чжунсяо-Синьшэн           | Zhongxiao Xinsheng                | 忠孝新生               | 24 декабря 1999 | Подземная станция с островной платформой. Переход на Оранжевую линию.                                                          |             |
| Храм Шаньдао              | Shandao Temple                    | 善導寺                 | 24 декабря 1999 | Подземная станция с островной платформой.                                                                                      |             |
| Тайбэйский вокзал         | Taipei Main Station               | 台北車站               | 24 декабря 1999 | Подземная станция с островной платформой. Переход на Красную линию, железнодорожную станцию Тайбэй и линию в аэропорт Таоюань. |             |
| Симэнь                    | Ximen                             | 西門                   | 24 декабря 1999 | Подземная станция с островной платформой. Переход на Зелёную линию.                                                            |             |
| Храм Луншань              | Longshan Temple                   | 龍山寺                 | 24 декабря 1999 | Подземная станция с островной платформой.                                                                                      |             |
| Цзянцзыцуй                | Jiangzicui                        | 江子翠                 | 31 августа 2000 | Подземная станция с островной платформой.                                                                                      |             |
| Синьпу                    | Xinpu                             | 新埔                   | 31 августа 2000 | Подземная станция с островной платформой. Переход на Кольцевую линию.                                                          |             |
| Баньцяо                   | Banqiao                           | 板橋                   | 31 мая 2006     | Подземная станция с островной платформой. Переход на Кольцевую линию и железнодорожную станцию Баньцяо.                        |             |
| Фучжун                    | Fuzhong                           | 府中                   | 31 мая 2006     | Подземная двухъярусная станция с боковыми платформами.                                                                         |             |
| Дальневосточный госпиталь | Far Eastern Hospital              | 亞東醫院               | 31 мая 2006     | Подземная станция с островной платформой.                                                                                      |             |
| Хайшань                   | Haishan                           | 海山                   | 31 мая 2006     | Подземная станция с островной платформой.                                                                                      |             |
| Тучэн                     | Tucheng                           | 土城                   | 31 мая 2006     | Подземная станция с островной платформой.                                                                                      |             |
| Юннин                     | Yongning                          | 永寧                   | 31 мая 2006     | Подземная станция с островной платформой.                                                                                      |             |
| Динпу                     | Dingpu                            | 頂埔                   | 6 июля 2015     | Подземная станция с островной платформой.                                                                                      |             |

## Кольцевая линия/Желтая линия (環狀線)
Первая очередь Кольцевой линии была открыта 31 января 2020 года. Этот участок состоит из 14 станций, включая шесть пересадочных.
| Русское название                  | Английское название        | Оригинальное написание | Дата открытия  | Примечания                                                                                           | Вид станции |
| --------------------------------- | -------------------------- | ---------------------- | -------------- | --- | ----------- |
| Дапинлинь                         | Dapinglin                  | 大坪林                 | 31 января 2020 | Подземная станция с островной платформой. Переход на Зелёную линию.                                  |             |
| Шисычжан                          | Shisizhang                 | 十四張                 | 31 января 2020 | Эстакадная станция с боковыми платформами.                                                           |             |
| Мост Сюлан                        | Xiulang Bridge             | 秀朗橋                 | 31 января 2020 | Эстакадная станция с боковыми платформами.                                                           |             |
| Цзинпин                           | Jingping                   | 景平                   | 31 января 2020 | Эстакадная станция с боковыми платформами.                                                           |             |
| Цзинъань                          | Jingan                     | 景安                   | 31 января 2020 | Эстакадная станция с боковыми платформами. Переход на Оранжевую линию.                               |             |
| Чжунхэ                            | Zhonghe                    | 中和                   | 31 января 2020 | Двухуровневая эстакадная станция с боковыми платформами.                                             |             |
| Цяохэ                             | Qiaohe                     | 橋和                   | 31 января 2020 | Двухуровневая эстакадная станция с боковыми платформами.                                             |             |
| Чжунъюань                         | Zhongyuan                  | 中原                   | 31 января 2020 | Двухуровневая эстакадная станция с боковыми платформами.                                             |             |
| Баньсинь                          | Banxin                     | 板新                   | 31 января 2020 | Эстакадная станция с боковыми платформами.                                                           |             |
| Баньцяо                           | Banqiao                    | 板橋                   | 31 января 2020 | Эстакадная станция с боковыми платформами. Переход на Синюю линию и железнодорожную станцию Баньцяо. |             |
| Синьпу-Миньшэн                    | Xinpu Minsheng             | 新埔民生               | 31 января 2020 | Эстакадная станция с боковыми платформами. Переход на станцию Синьпу Синей линии.                    |             |
| Тоуцяньчжуан                      | Touqianzhuang              | 頭前庄                 | 31 января 2020 | Эстакадная станция с боковыми платформами. Переход на Оранжевую линию.                               |             |
| Синфу                             | Xingfu                     | 幸福                   | 31 января 2020 | Эстакадная станция с боковыми платформами.                                                           |             |
| Индустриальный парк Нового Тайбэя | New Taipei Industrial Park | 新北產業園區           | 31 января 2020 | Эстакадная станция с боковыми платформами. Переход на линию в аэропорт Таоюань.                      |             |

## Пересадочные узлы
- Баньцяо
- Выставочный центр Наньган
- Бэйтоу
- Гутин
- Даань
- Дапинлинь
- Дунмэнь
- Западная улица Миньцюань
- Мемориальный зал Чан Кайши
- Наньцзин-Фусин
- Симэнь
- Синьпу/Синьпу Миньшэн
- Сунцзян-Наньцзин
- Тайбэйский вокзал
- Тоуцяньчжуан
- Цзинъань
- Цичжан
- Чжунсяо-Синьшэн
- Чжунсяо-Фусин
- Чжуншань